# Datle

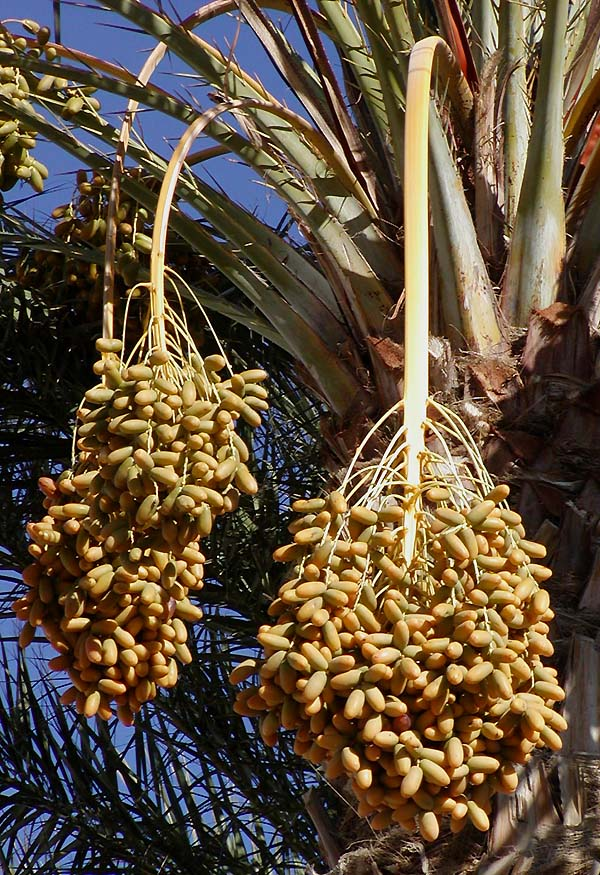
Datle dozrávající na datlové palmě

Datle je sladké ovoce, které roste v bohatých hroznech na datlovníku pravém (Phoenix dactylifera). Pěstuje se v mnoha kultivarech, které dávají žlutohnědé, červené až tmavě hnědé oválné peckovice dlouhé 3 až 7 cm a široké 2 až 3 cm, které jsou charakteristické nízkým obsahem vody a naopak až 70 % obsahu sacharidů. Datle jsou bohatým a významným zdrojem draslíku, chlóru, železa a vitamínů B. Jedná se o bohatý a rychlý energetický zdroj pro lidský organismus.
V subtropických a pouštních oblastech jako je například Severní Afrika a Blízký východ se jedná o jednu ze základních složek zdejší potravy. Mezi největší producenty datlí na světě patří Tunisko, Irák, Egypt, Španělsko a Maroko, pěstují se současně i v Indii, Pákistánu, na Kanárských ostrovech a v Kalifornii, kam byly člověkem po osídlení Ameriky rozšířeny.
Datle se konzumují převážně vysušené, což zlepšuje jejich trvanlivost, což hojně využívali beduíni a karavany, křižující nehostinné pouště. V některých kulturách se současně věří, že datle mají afrodiziakální účinky. Zejména v arabských zemích jsou datle součástí každodenní kuchyně, podávají se zpravidla slisované do bochníku tzv. adšu anebo se pečou na másle.

## Původ
Podobně jako fíky pocházejí datle z oblasti Přední Asie, přesněji z oblasti Mezopotámie, dnešního Iráku. Odtud se datlová palma s pomocí člověka úspěšně rozšířila do rozsáhlých suchých a teplých oblastí, kde je hojně pěstována. Odhaduje se, že datle jsou člověkem pěstovány déle než 5 tisíc let a píše se o nich jak v Bibli, tak i v Koránu.

## Produkce
| Deset největších světových producentů datlí za rok 2005 (1000 tun) | Deset největších světových producentů datlí za rok 2005 (1000 tun) |
| ------------------------------------------------------------------ | ------------------------------------------------------------------ |
| Irák                                                               | 7 170,00                                                           |
| Saúdská Arábie                                                     | 4 970,49                                                           |
| Egypt                                                              | 1 170,00                                                           |
| Írán                                                               | 880,00                                                             |
| Spojené arabské emiráty                                            | 760,00                                                             |
| Alžírsko                                                           | 516,29                                                             |
| Pákistán                                                           | 496,58                                                             |
| Súdán                                                              | 328,20                                                             |
| Libye                                                              | 150,00                                                             |
| Čína                                                               | 130,00                                                             |
|                                                                    |                                                                    |
| Svět celkem                                                        | 16 696,56                                                          |
| Zdroj dat: Organizace pro výživu a zemědělství (FAO)               |                                                                    |

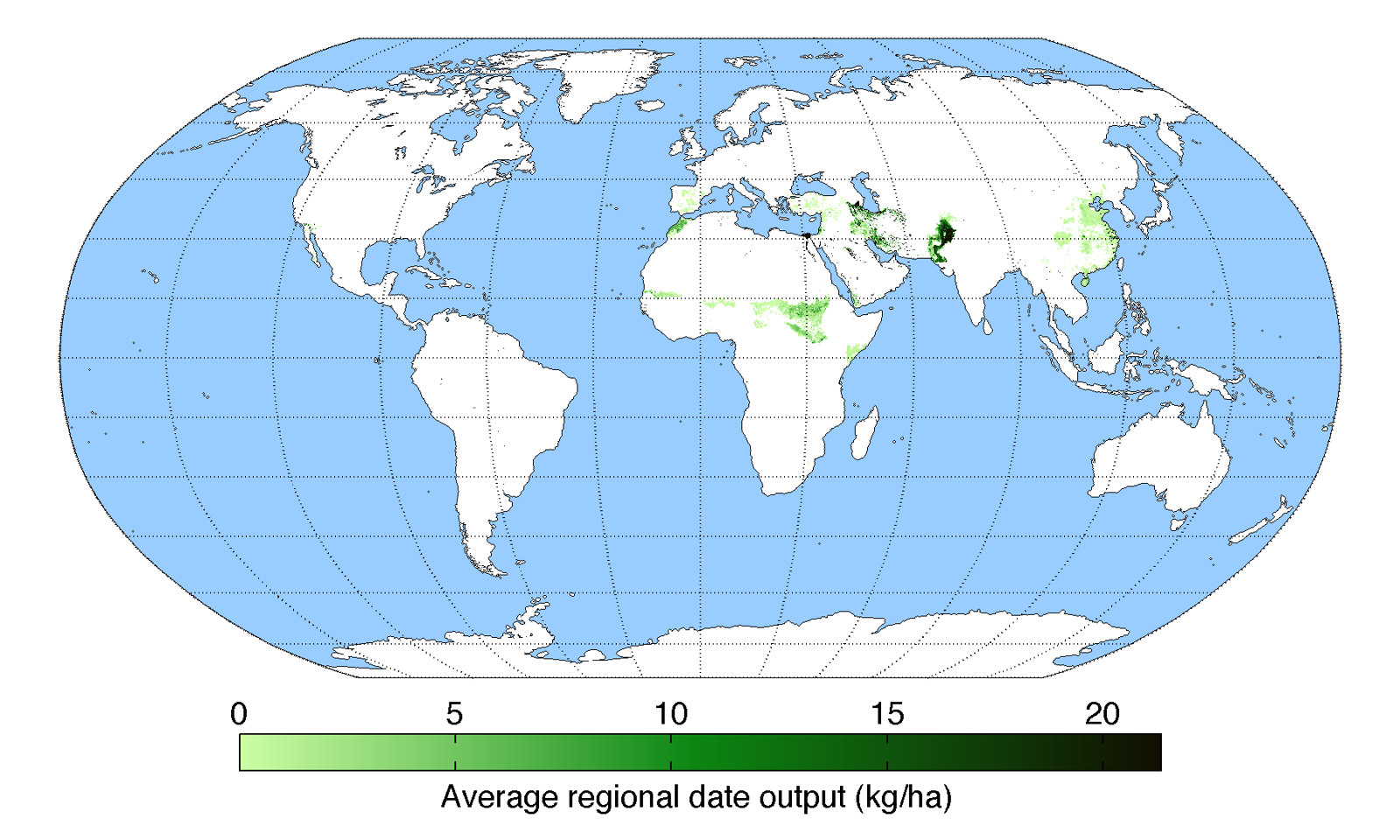
Produkce datlí podle zemí

V roce 2005 produkovalo deset největších producentů datlí téměř 17 milionů tun tohoto ovoce. Největším producentem byl Irák, avšak v některých arabských zemích je až 90 % produkce spotřebováno v zemi původu, kde jsou datle rovněž užívány jako krmení pro zvířata. Mezi exportéry datlí na evropské trhy pak patří především severoafrické země jako je Tunisko a Alžírsko.

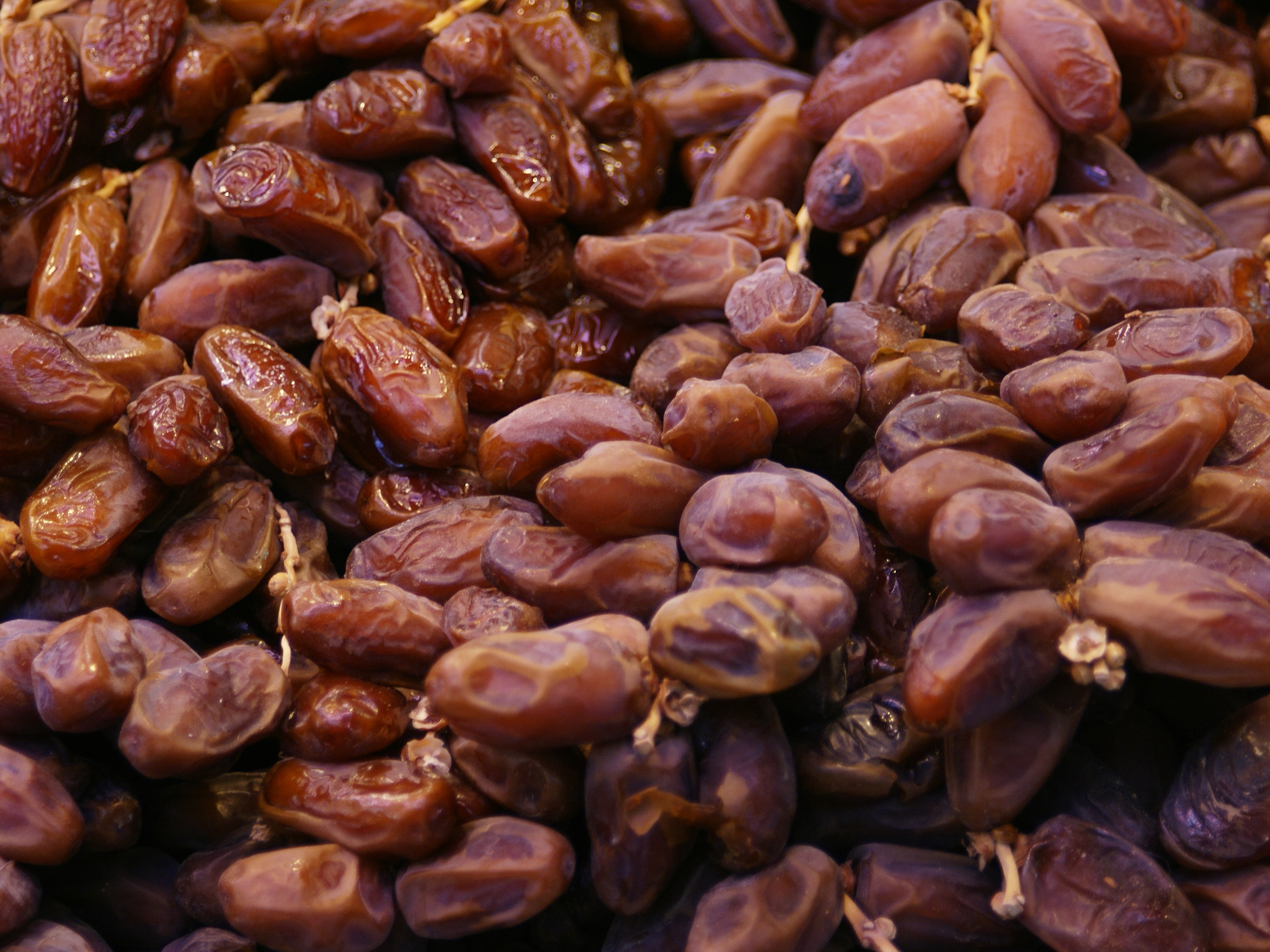
Sušené datle na tržišti

Přestože existuje téměř tři sta různých kultivarů (odrůd) datlí, na evropských trzích je nejčastější druh Deglet Noor, pěstovaný zejména v Tunisku a Alžírsku, případně medžúl z Izraele.
Velkou a dlouhodobou historii v produkci datlí mělo rovněž Maroko, které vyváželo různé druhy datlí, včetně měkkých a masitých, včetně druhu medžúl. V 19. století však Maroko postihla epidemie, která zničila většinu tamních palmových hájů. Některé stromy byly zachráněny a vysazeny v jižní Kalifornii, což je důvod proč jsou do Evropy dováženy i americké datle.

## Vliv na zdraví
Podle výzkumu izraelského profesora Michaela Avirama z Rambamovy nemocnice při Izraelském technologickém institutu (Technion) v Haifě datle, i přes svou velkou sladkost, dlouhodobě nezvyšují hladinu glukózy v krvi a pomáhají chránit proti ucpávání tepen (ateroskleróza). Výsledky Aviramova výzkumu mají být v roce 2009/2010 publikovány v americkém vědeckém časopise Journal of Agricultural and Food Chemistry.
Datle mají ze všeho ovoce patrně nejvyšší energetickou hodnotu. Uvádí se, že z kilogramu datlí získá lidské tělo 2500–2800 kilokalorií. Datle jsou bohaté na draslík a chudé na sodík.

## Průměrný obsah látek a minerálů
Tabulka udává dlouhodobě průměrný obsah živin, prvků, vitamínů a dalších nutričních parametrů zjištěných v syrových datlích.
| Složka          | Jednotka | Průměrný obsah | Prvek (mg/100 g) | Průměrný obsah | Složka (mg/100g) | Průměrný obsah |
| --------------- | -------- | -------------- | ---------------- | -------------- | ---------------- | -------------- |
| voda            | g/100 g  | 60,7           | Na               | 7              | vitamin C        | 14             |
| bílkoviny       | g/100 g  | 1,5            | K                | 410            | vitamin D        | 0              |
| tuky            | g/100 g  | 0,1            | Ca               | 24             | vitamin E        | -              |
| cukry           | g/100 g  | 31,3           | Mg               | 24             | vitamin B6       | 0,12           |
| celkový dusík   | g/100 g  | 0,24           | P                | 28             | vitamin B12      | 0              |
| vláknina        | g/100 g  | 1,8            | Fe               | 0,3            | karoten          | 0,04           |
| mastné kyseliny | g/100 g  | stopy          | Cu               | 0,12           | thiamin          | 0,06           |
| cholesterol     | g/100 g  | 0              | Zn               | 0,2            | riboflavin       | 0,07           |
| energie         | kJ/100 g | 530            | Mn               | 0,2            | niacin           | 0,7            |